# Bethanien Kinderdörfer

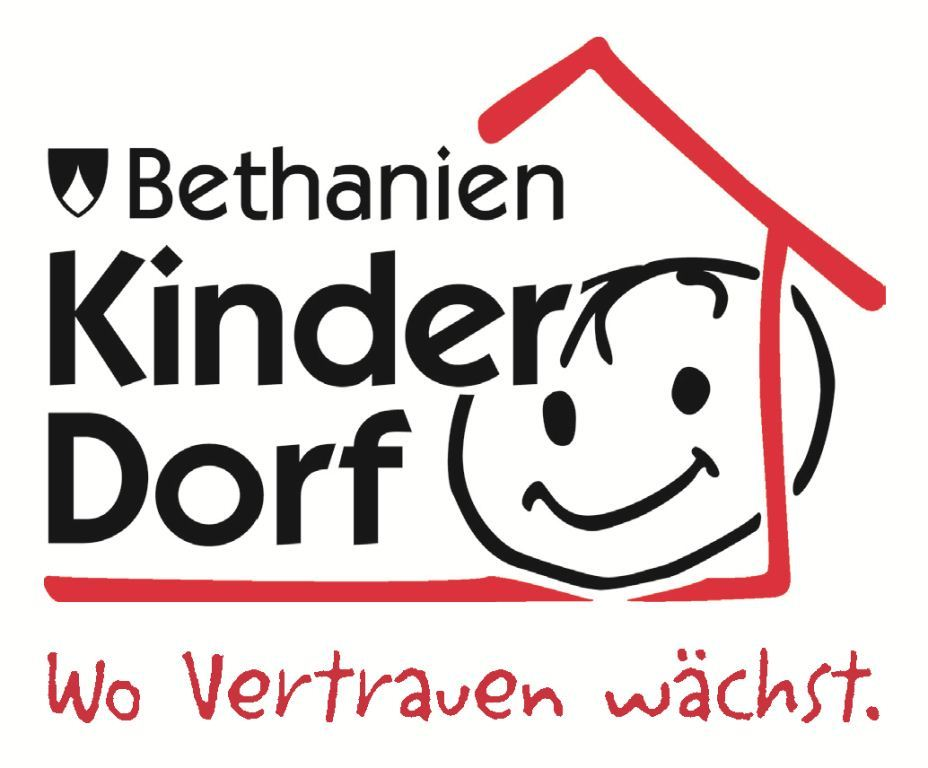
Das Logo der Bethanien Kinderdörfer

Die Bethanien Kinderdörfer sind Einrichtungen der Kinder- und Jugendhilfe mit Schwerpunkt auf der Stationären Jugendhilfe. Träger der zurzeit drei Einrichtungen, die umgangssprachlich auch Kinderdorf Bethanien genannt werden, ist seit 2001 die „Bethanien Kinderdörfer gGmbH“ mit Sitz in Schwalmtal. Der Geschäftsführer dieser Gesellschaft ist Klaus Esser, Gesellschafter ist die katholische Ordensgemeinschaft der Dominikanerinnen von Bethanien. Der Orden hat die Kinderdörfer in den 1950er- und 1960er-Jahren gegründet und aufgebaut.

## Entstehung und Pädagogik
Die Idee der Kinderdörfer entstand nach dem Zweiten Weltkrieg. 1946 wurden die ersten in Deutschland eröffnet und waren ursprünglich vor allem für Kriegswaisen gedacht. Im Jahr 1956 gründeten die Dominikanerinnen von Bethanien, die 1947 in den Niederlanden mit der Arbeit mit elternlosen Kindern begonnen hatten, ihr erstes Kinder- und Jugenddorf in Deutschland in Waldniel (seit 1970: Schwalmtal) am linken Niederrhein. Sie verstanden es als neues Zuhause in familienähnlicher Atmosphäre für Kinder und Jugendliche, die aus unterschiedlichen Gründen nicht mehr bei ihren Familien leben können. 1965 folgte eine Gründung in Eltville-Erbach und 1968 in Bergisch Gladbach-Refrath.
Organisationsprinzip der bethanischen Arbeit ist die Kinderdorffamilie mit trägerspezifischer katholisch-christlicher Prägung, ansonsten ähnlich dem Konzept der SOS-Kinderdörfer. Im Kinderdorf, das neben den Wohnhäusern über Kirche, Spielplätze, Spielecken und Angebote für Sport und Freizeit verfügt, leben und arbeiten „Kinderdorfmütter“ mit den Kindern rund um die Uhr in einem Haus als „Großfamilie“. Varianten sind Wohn- oder Tagesgruppen, Gruppen nur für Jungen oder Mädchen, Betreutes Wohnen und Sozialpädagogische Lebensgemeinschaften in Außenwohngruppen, Erziehungsstellen, Familiäre Bereitschaftsbetreuung, eine heilpädagogische Kleinstschule und ambulante Angebote. Daneben unterhält der Trägerverein mehrere Kindertagesstätte.
Im Jahr 2015 leben rund 340 Kinder unterschiedlicher Kulturen in den Bethanien Kinder- und Jugenddörfern, 210 Kinder werden in den vier Kindertagesstätten betreut.

## Bethanien Kinderdorf in Schwalmtal

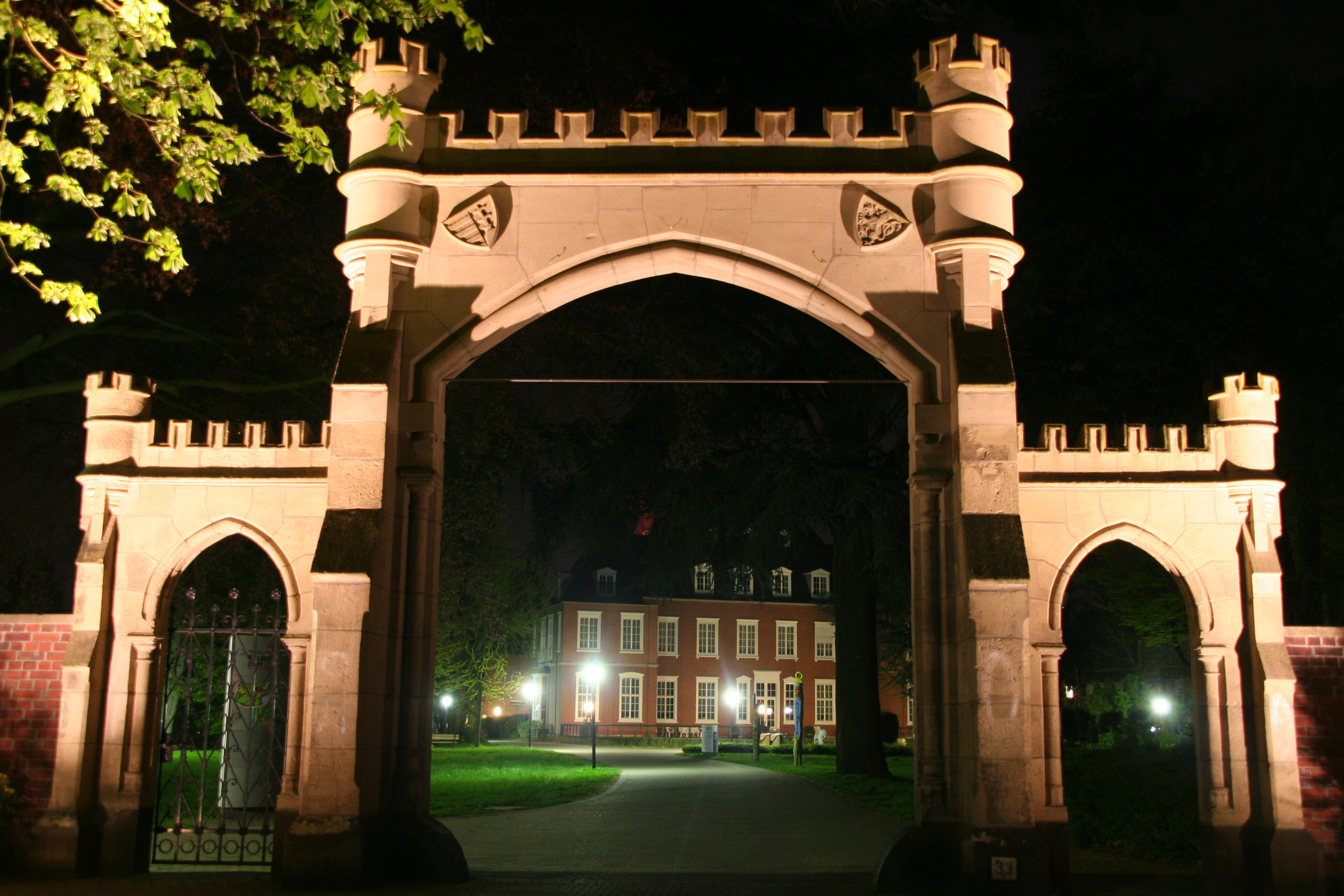
Das Eingangstor des Bethanien Kinderdorfes in Schwalmtal

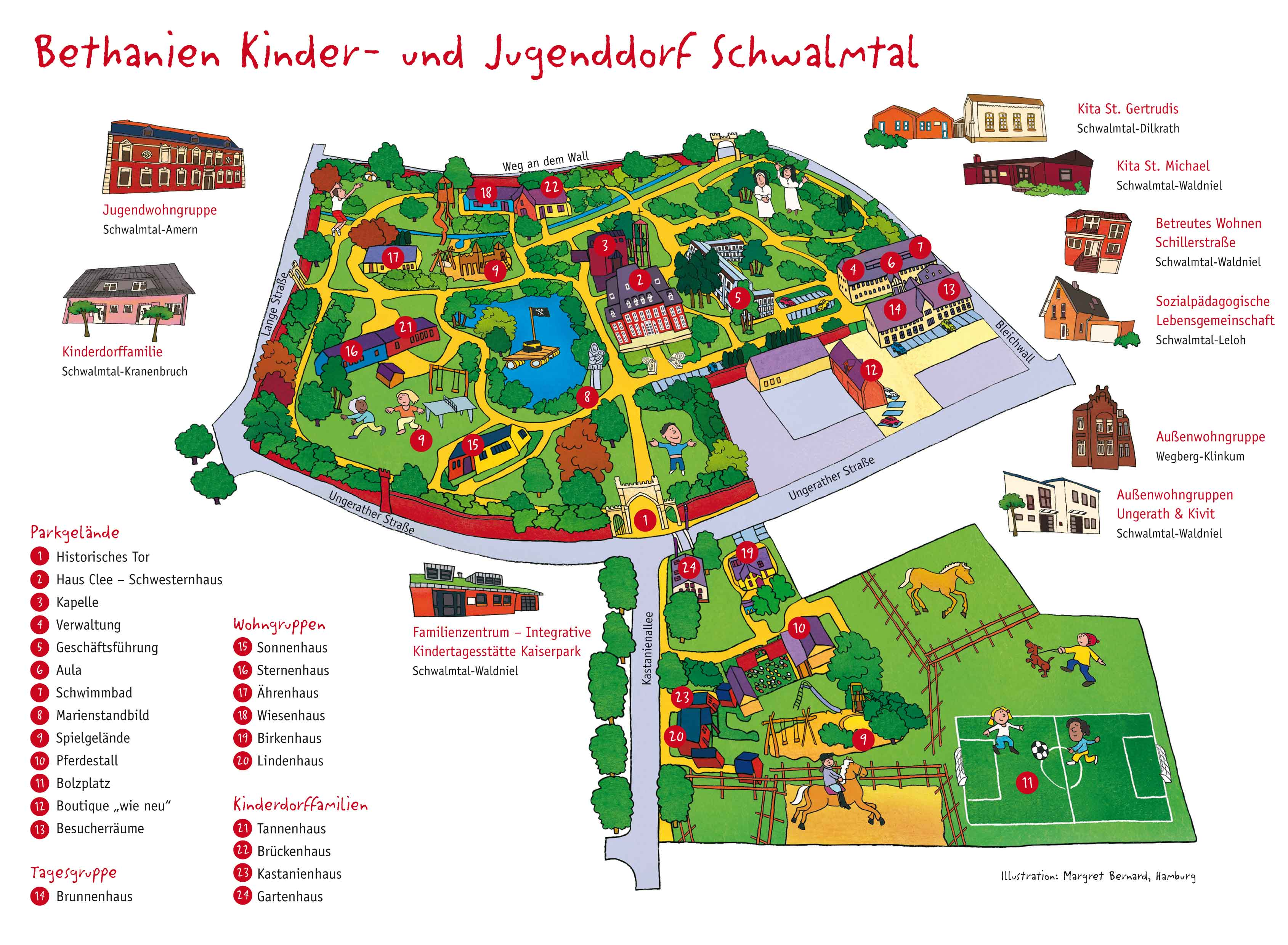
Der Kinderdorfplan Schwalmtal gemalt von Margret Bernard

Das Bethanien Kinder- und Jugenddorf in Schwalmtal ist 1956 auf dem Gelände des historischen „Haus Clee“ gegründet worden. Im ehemaligen Haus Clee – einem herrschaftlichen Haus im englischen Landhausstil mitten im Park gelegen – befindet sich die Geschäftsführung der Bethanien-Kinderdörfer gGmbH sowie die deutsche Verwaltung des Ordens der Dominikanerinnen von Bethanien. Einige Ordensschwestern leben im Schwesternhaus (Konvent) auf dem gemeinsam genutzten Parkgelände.
Die Kinderdorfhäuser stehen auf einem Gelände mit altem Baumbestand um das Haus Clee herum. Zum Bethanien Kinderdorf gehören mehrere Außenwohngruppen, ein Heilpädagogischer Reiterhof und eine eigene Musikschule. Beide Einrichtungen gehören zum Pädagogischen Fachdienst, der die Kinder und Jugendlichen in ihrer Problematik auffängt. 2015 lebten rund 135 Kinder und Jugendliche im Bethanien Kinderdorf in Schwalmtal.
Unter der Trägerschaft des Bethanien Kinderdorfes stehen inzwischen drei Kindertagesstätten in Schwalmtal: die Bethanien Kindertagesstätte St. Gertrudis, die Bethanien Kindertagesstätte St. Michael und die Inklusive Kindertagesstätte Kaiserpark, welche gleichzeitig ein Familienzentrum ist.

## Bethanien Kinderdorf in Eltville

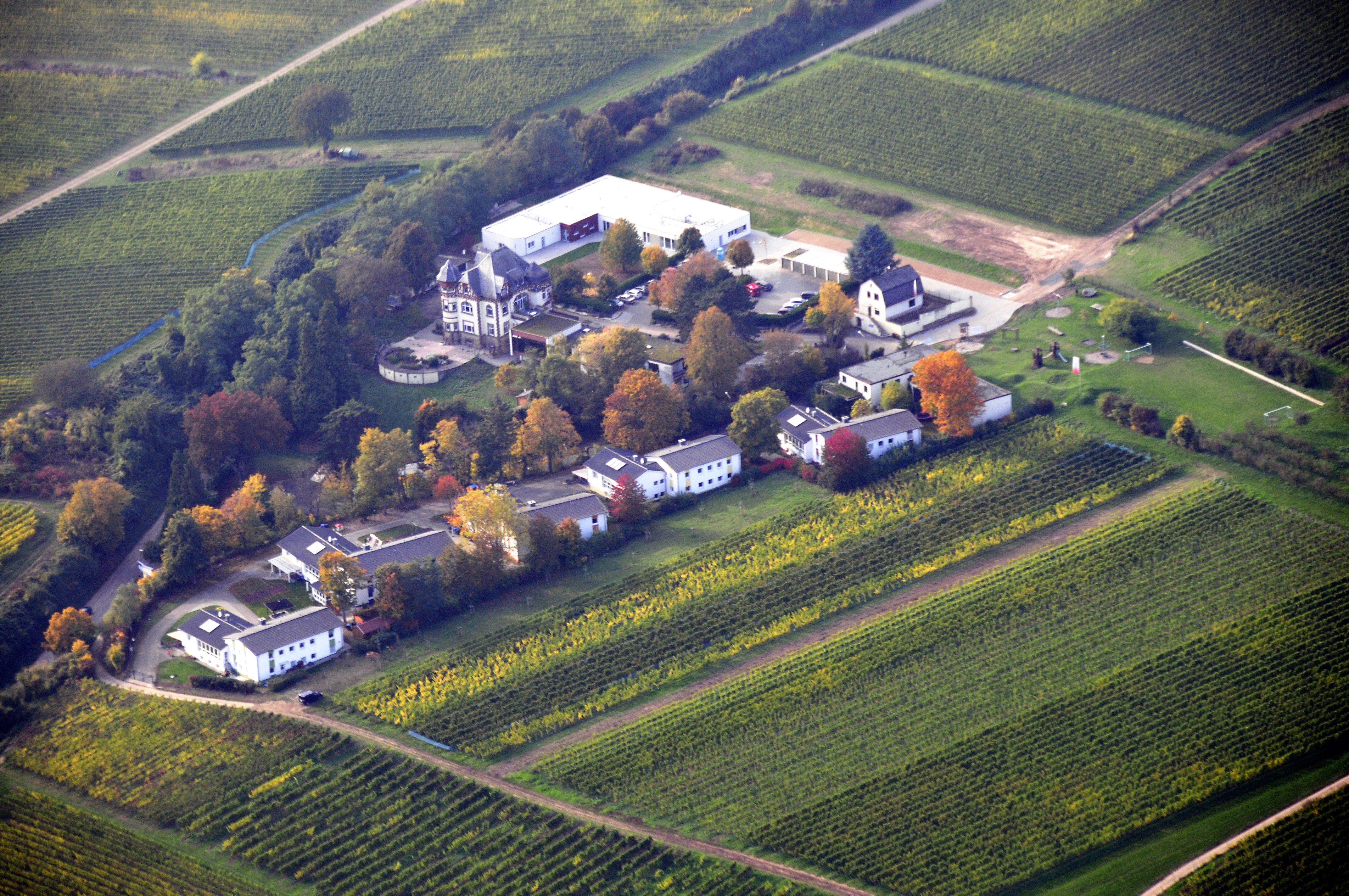
Eine Luftaufnahme des Bethanien Kinderdorfes in Eltville

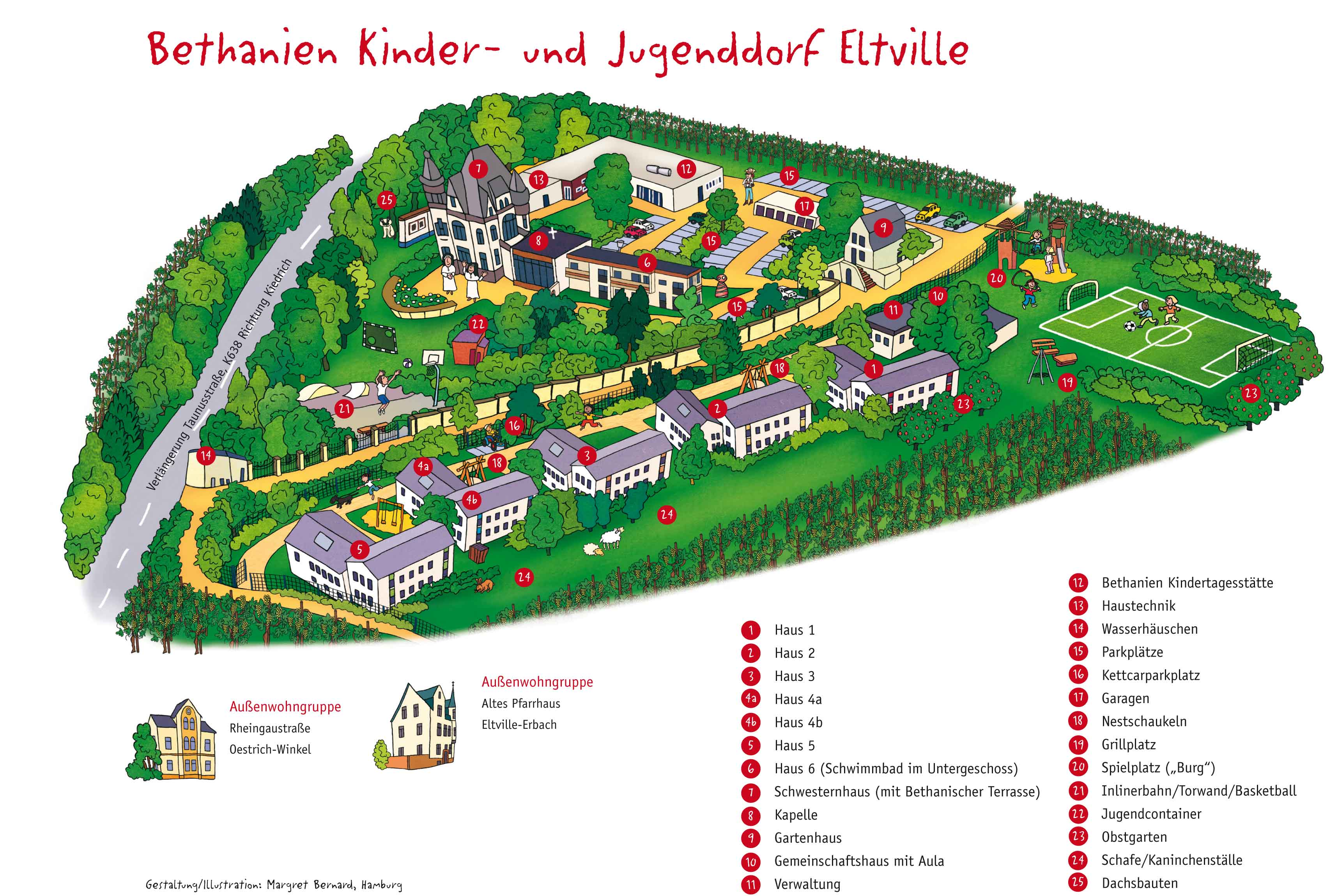
Der Kinderdorfplan Eltville gemalt von Margret Bernard

Das Bethanien Kinderdorf Eltville liegt im Rheingau, zwischen Wiesbaden und Rüdesheim in Halbhöhenlage in den Weinbergen auf der „Marienhöhe“ außerhalb des Ortes Erbach. Es wurde im Jahr 1965 gegründet und bietet für rund 70 Kinder und Jugendliche Platz, die in vier Kinderdorffamilien und drei Wohngruppen mit den Kinderdorfmütter und Pädagogen in familiären Lebensgemeinschaften zusammenleben. Zusätzlich besteht eine Außenwohngruppe in Oestrich-Winkel und eine heilpädagogische Wohngruppe im alten Pfarrhaus in Erbach. Die Leitung hat Thomas Kunz.
Seit Oktober 2013 gibt es auf der Marienhöhe in Eltville eine Bethanien Kindertagesstätte mit 40 Krippenplätzen für Kinder ab sechs Monaten. Einzugsgebiet ist die Stadt Eltville mit ihren Stadtteilen.

## Bethanien Kinderdorf in Bergisch Gladbach

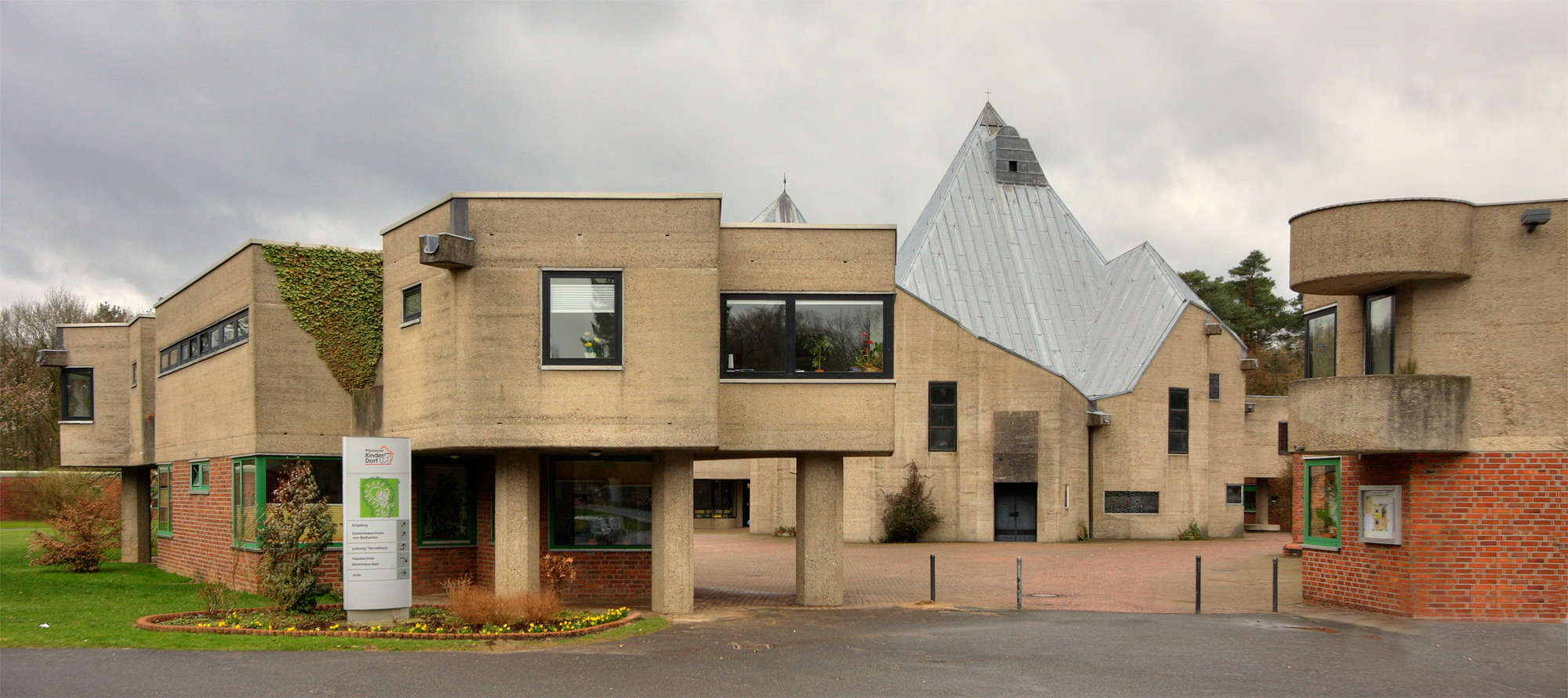
Kinderdorf Bethanien

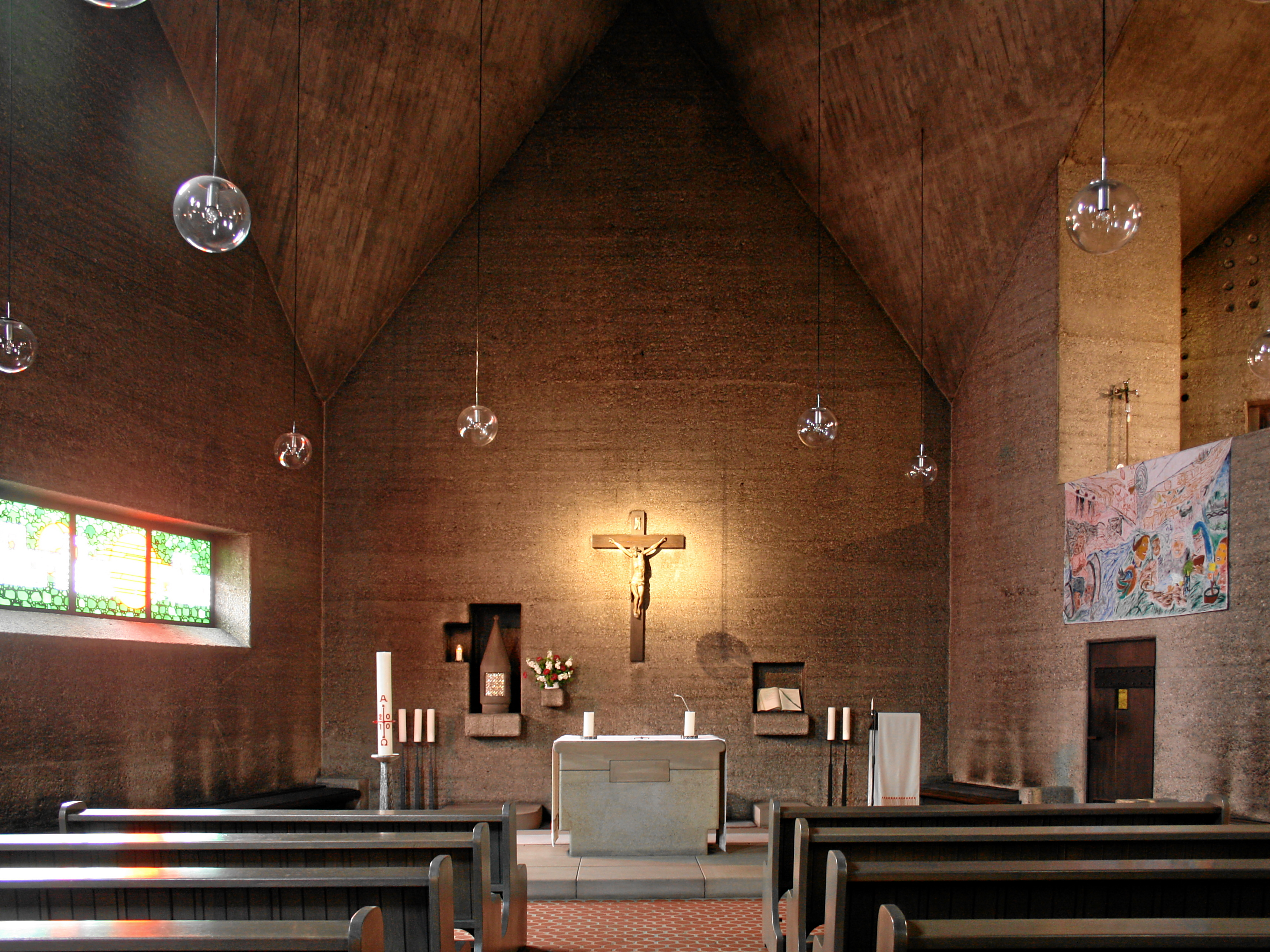
Kapelle

Das Bethanien Kinder- und Jugenddorf Bergisch Gladbach ist ein Ortsteil im Stadtteil Lustheide von Bergisch Gladbach in einer waldreichen, unbebauten Gegend am Rande des Naherholungsgebietes Königsforst. Kinderdorfleiterin ist Jutta Menne.

### Architektur
Die Dominikanerinnen schrieben 1962 einen Wettbewerb zum Bau des Kinderdorfes aus. Der Träger des 1. Preises, der Architekt Gottfried Böhm, überzeugte mit dem Konzept der Erschließung durch eine Ringstraße, die schlaufenförmig an den Häusern vorbeiführt, und der lebhaften Fassadengestaltung durch polygonale Brechung der Grundrisslinien der Gebäude. Böhm arbeitete anschließend auch die von 1963 bis 1965 ausgeführten Entwürfe aus.
Das Kinderdorf ist in Form eines Angerdorfes ausgestaltet. Die 15 einzelnen, aber durch eine Mauer miteinander verbundenen pavillonartigen Kinderhäuser aus rotem Backstein sind durch Sichtbetonelemente wie Wasserspeier oder kleine Erker gegliedert. Sie vermitteln den Eindruck einer geschlossenen Bebauung. Sie stehen entlang der Ringstraße und umschließen den Platz, auf dem das Klostergebäude der Dominikanerinnen und eine Kapelle stehen. Die Wohnhäuser sind zweigeschossig und jeweils seitlich mit einem Hof zum Spielen ausgestattet. Im Dorf werden bis zu 109 Kinder bzw. Jugendliche betreut.
Die Anlage steht auf dem Gelände der ehemaligen Grube Consolidierte Catharina II am Nordrand des Königsforsts unweit des Flehbachs. Nach der Schließung des Bergwerks siedelte sich hier eine Dynamitfabrik an, die im Besitz der Hamburger Sprengstoffgesellschaft Kosmos war. Dieses Unternehmen schloss seinen Betrieb im Jahr 1925. Zuletzt wurden hier nach dem Zweiten Weltkrieg Dachpfannen und Bimssteine hergestellt.

### Kapelle
Der zeltförmige Kirchenbau wurde aus grobkörnigem Sichtbeton gefertigt. Der Kirchturm wirkt untersetzt und ragt nur wenig über das kristallin gebrochene Kirchendach und die übrige Bebauung hinaus. Der nahezu symmetrische Innenraum wird durch graue, winklig aneinander anschließende Betonflächen bestimmt. Die Betonflächen der Wände und der Decke unterscheiden sich durch die Körnigkeit des Betons und der Verschalungstechnik. Die starkfarbigen Fenster mit gegenständlichen Motiven wurden nach Entwürfen von Böhm angefertigt.

### Denkmal des Monats
Der Rheinische Verein für Denkmalpflege und Landschaftsschutz und der Arbeitskreis Fachwerk, Denkmal, Stadtbildpflege des Bergischen Geschichtsvereins kürten das Dorf zum Denkmal des Monats Oktober 2009. Das Bauwerk wurde unter Nummer 169 in die Liste der Baudenkmäler in Bergisch Gladbach eingetragen.